# Abd Allah ibn Dschubair
Abd Allah ibn Dschubair (arabisch عبد الله بن جبير; † 23. März 625) war ein Gefährte des Islamischen Propheten Muhammed. Abd Allah spielte ein wichtiger Rolle in der Schlacht von Uhud, in der er starb.

## Schlacht von Uhud
"Der Gesandte stellte eine Infanterie von fünfzig Männern auf am Tag von Uhud auf und ernannte Abd Allah ibn Dschubair als Anführer. Er sagte zu ihnen: „Selbst wenn ihr Vögel nach uns schnappen seht, verlasst nicht eure Positionen, bis ich nach euch schicke.“ Sie verteidigten sich. Er sagte: „Und ich sah, bei Allah, die Frauen fliehen, wobei ihre Fußkettchen und Beine sichtbar waren, da sie ihre Kleider hochgehoben hatten.“ Die Gefährten von Abd Allah ibn Dschubair sagten: „Die Beute, o Leute, die Beute! Eure Gefährten haben die Oberhand gewonnen, worauf wartet ihr also?“ Abd Allah ibn Dschubair sagte: „Habt ihr vergessen, was der Gesandte Allahs zu euch sagte?“ Sie sagten: „Bei Allah! Wir werden zu ihnen gehen und etwas von der Beute an uns nehmen.“ Als sie zu ihnen kamen, waren ihre Gesichter abgekehrt und sie begannen sich zurückzuziehen. Zu dieser Zeit rief der Gesandte Allahs sie von hinten. Nur zwölf Männer blieben mit Abdullah ibn Dschubair, während 70 sie im Stich ließen.